# Wolluizen
Wolluizen (Pseudococcidae) zijn een familie van kleine, halfvleugelige insecten die voornamelijk leven in warme, vochtige omgevingen. De vrouwtjes beschikken in tegenstelling tot schildluizen niet over een gepantserde rug.
De familie van de wolluizen bestaat uit zeer veel geslachten en die weer uit zeer vele soorten, die zich onder andere onderscheiden door de lengte van hun draadstaarten en de soort beharing. De meest voorkomende soort is de citruswolluis (Planococcus citri).

## Morfologie
Wolluizen kenmerken zich door seksuele dimorfie, wat betekent dat de beide geslachten verschillen in morfologie. De vrouwtjes blijven in het nimfenstadium, bezitten een gereduceerde morfologie en hebben geen vleugels. De vrouwtjes veranderen niet volledig. De mannetjes hebben vleugels en veranderen wel volledig. Wolluizen maken net als andere soorten halfvleugeligen een onvolledige gedaanteverwisseling door, wat betekent dat er geen duidelijke larvale, pop- en volwassen stadia zijn en de vleugels niet aan de binnenkant aangelegd worden. Mannetjes veranderen echter wel radicaal gedurende hun levenscyclus en veranderen van vleugelloze, ovale nimfen naar 'wespachtige' vliegende volwassenen.
Wolluizen komen in bijna alle streken op de aarde voor en kunnen 3–6 mm lang worden.
Het lichaam van volwassen, vrouwelijke wolluizen is bedekt met een witte, melige afscheiding. Bij in het gras of op andere verdekte standplaatsen levende soorten treedt deze eigenschap echter spaarzaam op. Vaak is het lichaam met wasdraden bedekt om bescherming te bieden tegen mogelijke vijanden en koude.

## Voortplanting
De meeste soorten leggen ook hun eieren in een wasachtige afscheiding. Het leggen van de eieren vindt plaats in het warme seizoen waarbij honderden eieren worden gelegd. Het wijdst verbreid zijn de soorten die hun eieren in hun eigen geproduceerde wolmassa leggen. Binnen een jaar ontstaan een of twee generaties, maar in een broeikas kunnen wel acht generaties per jaar voorkomen.

## Voorkomen
De vrouwtjes voeden zich met floëem dat ze aanboren met hun zuigende monddelen. Ze kunnen op praktisch alle delen van planten aangetroffen worden. De meeste soorten zijn stationair nadat ze zich op de waardplanten hebben vastgeplakt. Er bestaan echter ook enkele soorten, bijvoorbeeld in het geslacht Phenacoccus, die zich voor het voeden, het leggen van eieren, het vervellen en voor het overwinteren naar een andere plaats op de plant begeven. De meeste soorten voeden zich met de bovengrondse delen van de planten, maar er zijn ook soorten die zich met de wortels voeden. Ook zijn er soorten die galappels produceren.
Op basis van hun speciale, koudebestendige huid die niet bij andere luizensoorten voorkomt zijn wolluizen in staat om zelfs temperaturen beneden de -40 °C te trotseren.

## Waardplanten
In tegenstelling tot de gepantserde schildluizen verkiezen de meeste wolluissoorten kruidachtige planten als grassen, planten uit de composietenfamilie en planten uit de vlinderbloemenfamilie. Door hun sterke voortplanting worden wolluizen op kamerplanten voor de mens vaak een plaag. Ze komen onder andere voor op:
- Citrus
- Suikerriet
- Druif
- Ananas
- Cassave
- Orchideeën
- Cactussen
- Passiebloemen
- Hibiscus
- Gardenia
- Clivia
- Croton
- Pelargonium
- Saintpaulia
- Bromelia
- Varens
- Cyclaam
- Olijfboom
- Fargesia

De planten die worden aangetast, verliezen groeikracht, krijgen gele bladeren, kunnen vervormd raken en vaak treedt bladverlies op. Wolluizen scheiden ook honingdauw uit, waarop schimmels groeien. De schimmels bedekken de bladeren, waardoor de mogelijkheid tot fotosynthese afneemt.

## Bestrijding
Voor de biologische bestrijding van de wolluizen zijn een aantal predatoren geschikt, waaronder de lieveheersbeestjes Cryptolaemus montrouzieri en Nephus reunioni, de sluipwespen Leptomastix dactylopii, Anagyrus pseudococci, Leptomastidae abnormis, Pseudaphycus maculipennis en Hungariella peregrina en diverse soorten gaasvliegen. In professionele omstandigheden worden ook pesticides gebruikt.
In de wintermaanden kan bij kamerplanten ook een oplossing van 12 g paraffineolie per liter water, een 50% alcoholoplossing of spiritus gebruikt worden. Met deze middelen moeten alle wolluizen aangestipt worden. Deze behandeling moet elke dag herhaald worden totdat er geen wolluizen meer worden aangetroffen. Wolluis is ook te verwijderen door deze met een hogedrukspuit met alleen water van het hout te spuiten. Dit geldt ook voor bladluis op rozen.
Een goedwerkend middel tegen wolluis lijkt bladglans te zijn. Dit is een dunne minerale olie, die bedoeld is om bladplanten er mooi uit te laten zien en bovendien de fotosynthese een beetje bevordert. De wolluizen verliezen de grip op de ondergrond door de olie. Tevens dringt de olie door de waslaag heen en verstopt de tracheeën waarna de luis sterft.